# Sydafrikanske union
Sydafrikanske union er den historiske forgænger til den nuværende Republikken Sydafrika. Den trådte i kraft 31. maj 1910, da de tidligere separate kolonier Kap, Natal, Transvaal og Oranjefristaten blev provinser i Unionen Sydafrika.
Den blev grundlagt som et dominion i det Britiske Imperium, senere Commonwealth of Nations, men blev republik 31. maj 1961 og derefter kendt som Republikken Sydafrika.

## Konstitution
I modsætning til Canada og Australien var unionen en enhedsstat frem for en føderation, hvor hver af koloniernes parlamenter blev afskaffet og erstattet med provinsråd. Et parlament med tokammersystem blev oprettet. Det bestod af et repræsentanternes hus og et senat, og dets medlemmer blev oftest valgt af landets hvide minoritet. Under unionen ændredes adgangen til at stemme flere gange, ofte for at dække behovene for den siddende regering. Med undtagelse af sikring af procedurer var domstolene ude af stand til at blande sig i parlamentets afgørelser eller politik.
På grund af uenigheder om, hvor unionens hovedstad skulle være, blev der indgået et kompromis, hvor hver provins fik nogle af hovedstadens fordele. Administrationen skulle sidde i Pretoria i Transvaal, parlamentet skulle være i Cape Town i Kap, højesteret skulle være i Bloemfontein i Oranjefristaten og Pietermaritzburg i Natal fik finansiel kompensation. Denne ordning eksisterer den dag i dag, eftersom de fleste statsorganer med undtagelse af konstitutionsdomstolen, menneskerettighedskommissionen (begge i Johannesburg, højesteret og juridisk tjenesteskommission (begge i Bloemfontein) og parlamentet (Cape Town), ligger i Pretoria. Men den eneste rest heraf i vore dages sydafrikanske konstitution er, at Cape Town er sæde for parlamentet.
Unionen forblev indledningsvis under den britiske monark som selvstyrende dominion i det britiske imperium. Da Westminsterstatutten i 1931 blev vedtaget, blev unionen regnet som ligeværdig i forhold til andre nationer, og Storbritannien kunne ikke længere indføre love på vegne af Sydafrika. Dermed opstod en separat sydafrikansk trone, og kongen herskede i landet som konge af Sydafrika og ikke som konge af Storbritannien. Monarken var repræsenteret i Sydafrika af en generalguvernør, mens den effektive magt blev udøvet af statsministeren, som var regeringschef. Louis Botha, tidligere boergeneral, blev udnævnt som den første statsminister i unionen og ledede en koalition, som repræsenterede de hvide afrikaner og de engelsksprogede samfund. Tiltale ved domstolene blev ført i kronens navn i form af Rex v anklagede, og regeringstjenestemænd tjente i kronens navn. I løbet af unionens tid skete der en vis modifikation i forholdet til monarken med Elizabeth II som den sidste regerende dronning af Sydafrika.
Oprindelig i form af en beskyttet paragraf blev hollandsk officielt sprog sammen med engelsk, men det blev i realiteten erstattet af afrikaans i 1926, mens hollandsk og afrikaans eksisterede lovmæssigt ved siden af de andre frem til 1960'erne.
Efter en folkeafstemning den 5. oktober 1960, hvor de hvide stemte for en republik, blev unionen Republikken Sydafrika dannet den 31. maj 1961 og forlod Commonwealth of Nations, da den stod foran fordømmelse for sin apartheidpolitik. Efter det vedtog parlamentet en konstitution, som ophævede Sydafrikavedtagelsen. Afgørelsen om at gå fra union til republik blev hårfint afgjort ved en folkeafstemning. Afgørelsen sammen med Sydafrikas insisteren på at beholde sin apartheidpolitik resulterede i landets i realiteten bortvisning fra Commonwealth. Sydafrika forlod organisationen, da det stod klart, at betingelserne ikke var, som man ønskede.
Grundlæggerne af unionen havde en helt anderledes forståelse af racespørgsmålet end den, samfundet har i dag. Det kan siges, at unionen var så optaget af at forene de "hvide racer", (briterne og boerne), at den lod gabet mellem hvide og sorte vokse.

## Baggrund for unionen
Ved afslutningen af krigen mellem briterne og boerne i 1902 var de fire kolonier for første gang under fælles flag, og den vigtigste forhindring for en union var borte. Det langvarige ønske for mange koloniadministratorer om at etablere en forenet struktur blev umiddelbart gjort muligt. Det kendteste tidligere forsøg var antagelig lord Carnaverons føderationsplaner.
Handelstold havde længe været en konfliktkilde mellem de forskellige politiske enheder i det sydlige Afrika
Kapkolonien var meget afhængig af told som indtægtskilde og konkurrerede direkte med både Natal og portugisisk Østafrika (Mozambique). På tidspunktet for foreningen gik de forsyninger, som skulle til Witwatersrand–området ind gennem Lourenço Marques (nu Maputo i Mozambique), hovedsagelig på grund af afstanden og ZARs politik med at reducere sin afhængighed af det britiske imperium. South African Customs Union blev oprettet i 1906, men forskellige problemer eksisterede med ordningen, særlig fordi Transvaal insisterede på at dominere unionen.
Efter foreningen fortsatte SACU at eksistere og inkluderede de britiske territorier (protektoraterne og Rhodesia).

## Sydafrikanske union og Sydrhodesia
Kolonien Sydrhodesia havde i 1922 chancen (som til slut blev forkastet) til at slutte sig til unionen gennem en folkeafstemning. Folkeafstemningen skyldtes, at British South Africa Companys styre i Sydrhodesia i 1920 ikke længere var praktisk. Mange foretrak en eller anden form for "ansvarlig regering". Nogle foretrak en regering i Sydrhodesia, mens andre, sydpå i Matabeleland foretrak medlemskab i Unionen Sydafrika.
Før folkeafstemningen besøgte repræsentanter fra Sydrhodesia Cape Town, hvor statsministeren i Sydafrika, Jan Smuts, til slut tilbød betingelser, han regnede som fornuftige, og som regeringen i Storbritannien fandt acceptable. Selv om regeringen i Storbritannien, den sydafrikanske regering og BSAC foretrak alternativet med union (og nogen forsøgte at blande sig ind i folkeafstemningen), viste afstemningen, at 59,4% foretrak en ansvarlig regering frem for en separat koloni, mens 40,6% ville slutte sig til unionen.

## Sydafrikanske union og Sydvestafrika
Efter udbruddet af første verdenskrig i 1914, okkuperede og annekterede Sydafrika kolonien Tysk Sydvestafrika. Da Folkeforbundet blev etableret efter krigen, fik Sydafrika et klasse C–mandat til at administrere Sydvestafrika som en integreret del af sit territorium. Efter dette regnede Unionen Sydafrika Sydvestafrika som sin femte provins, selv om det aldrig blev en officiel status.
Med oprettelsen af Forenede Nationer appellerede unionen om indlemmelse af Sydvestafrika, men ansøgningen blev afslået af FN, som opfordrede Sydafrika til at forberede en formynderskabsaftale i stedet. Denne opfordring blev igen afslået af unionen, som ikke forandrede administrationen af Sydvestafrika og holdt sig til sit oprindelige mandat. Dette førte til en kompleks, juridisk uenighed,som ikke var løst, da unionen blev erstattet af republikken. Unionen vedtog i 1949 en lov, som førte Sydvestafrika tættere på Unionen, ved at give Sydvestafrika repræsentation i det sydafrikanske parlament. Til slut trak republikken sig ud af sine forpligtelser i forhold til Sydvestafrika.
Walvis Bay, som nu er hører under Namibia, var oprindelig del af Unionen Sydafrika, efter som den var en del af Kapkolonien ved indgåelsen af unionen. Walvis Bay blev i 1921 integreret med klasse C–mandatet i resten af unionens tid og i republikkens tid.

## Westminstertraktaten
Westminsterstatuttet, som blev vedtaget af det imperiale parlament i december 1931, ophævede kolonilovenes validitetsvedtag og indførte Balfourdeklarationen af 1926. Den havde stor effekt på unionens konstituelle struktur og status. Den største virkning var, at det sydafrikanske parlament blev fri for mange restriktioner med henblik på såkaldte "spørgsmål om de indfødte". Men ophævelsen var ikke nok til at det sydafrikanske parlament kunne ignorere de indbyggede klausuler (South Africa Act) i konstitutionen, som førte til en konstitutionel krise i 1950'erne.

## Eksternt link
- Personer fra den tid

29°00′00″S 24°00′00″Ø / 29.00000°S 24.00000°Ø